# Gdy kwitną bzy
Gdy kwitną bzy (ang. Maytime) – amerykański film z 1937 roku w reżyserii Roberta Z. Leonarda.

## Nagrody i nominacje
| Nazwa nagrody | Wygrane            | Nominacje                                                                                               |
| ------------- | ------------------ | --- |
| Oscar         | 1938 bez rezultatu | 1938 Najlepsza muzyka Nat W. Finston Najlepszy dźwięk Douglas Shearer wytwórnia Metro-Goldwyn-Mayer SSD |